# Jan van Die
Jan van Die (né en 1956) est un scénariste de bande dessinée, journaliste et éditeur néerlandais. 
Spécialisé dans la bande dessinée humoristique, il est connu pour avoir repris en 1975 la série jeunesse classique Jojo et Jimmy ( Sjors en Sjimmie), et pour avoir animé avec le scénariste Wilbert Plijnaar et le dessinateur Robert van der Kroft de 1988 à 2017 la série Claire (nl) dans l'hebdomadaire Flair.

## Récompense
- 1995 : Prix Stripschap, pour l'ensemble de son œuvre (avec Wilbert Plijnaar et Robert van der Kroft)